# Tutti i cani dei miei ex
Tutti i cani dei miei ex (My Boyfriends' Dogs) è un film televisivo statunitense del 2014, diretto da Terry Ingram, scritto da Jon Maas, Gary Goldstein e basato su una storia di Dandi Daley Mackall. Nel cast Erika Christensen come Bailey Daley, Teryl Rothery, Emily Holmes, Jeremy Guilbaut, Joyce DeWitt, e Michael Kopsa. In Italia è stato trasmesso l'11 ottobre 2016 su TV8, mentre negli Stati Uniti ha debuttato nel 2014 su Hallmark Channel.

## Trama
La giovane Bailey Daley non è affatto contenta della sua vita. Proprio nel giorno del suo matrimonio decide di fuggire via dall'altare e lo fa insieme a ben tre cani, tutti ereditati da relazioni avute in passato. Ancora con l'abito bianco addosso conosce Louie e Nikki, i proprietari di un piccolo ristorante del posto e durante la piovosa sera, inizia a raccontare loro la sua storia. Spiega di non aver mai trovato la persona giusta, di sentirsi infelice e racconta di come si trovi meglio con i suoi cani piuttosto che con i ragazzi che conosce. In contrasto con la madre Dina e contro i pareri della sua migliore amica Amber, Bailey non riesce ad accontentarsi e rimane sempre sola. La vita la sorprenderà proprio quando meno se lo aspetta.